# María Zafra
María Zafra (Còrdova, 1978) és una realitzadora i muntadora de cinema espanyola.
Llicenciada en Ciències Polítiques i Sociologia per la Universitat de Granada i tècnica de Postproducció Digital, també va cursar el Màster en Teoria i Pràctica del Documental Creatiu a la Universitat Autònoma de Barcelona (UAB). Resident a Barcelona, en l'àmbit professional, combina la seva feina com a realitzadora i muntadora amb l'activitat docent. S'ha centrat en l'àmbit documental com a realitzadora, muntadora i programadora, i també ha col·laborat amb diverses productores audiovisuals, així com impartint classes de muntatge, cinema documental i coordinació de projectes en diferents centres de formació. Com a realitzadora ha dirigit “Memorias, norias y fábricas de lejía” (2011) i “El recolector de recuerdos” (2011), que han recorregut un gran nombre de festivals i mostres com Documenta Madrid, la Mostra Internacional de Films de Dones de Barcelona, L'Alternativa, Festival de Cinema Independent de Barcelona i Documentarist Festival de Cine Documental d'Istanbul, entre d'altres. També ha codirigit amb Raquel Marquès el documental “Arreta” (2016) que es va estrenar a la Filmoteca de Catalunya durant la Mostra Internacional de Films de Dones. És membre fundadora de la Cooptècniques, un projecte d'autoocupació en mitjans digitals.